# Floriade 1992
De Floriade 1992 was de 13e editie van de wereldtuinbouwtentoonstelling (AIPH) en de 4e in Nederland. Deze Floriade in Zoetermeer die van 9 april tot 10 oktober 1992 plaatsvond, was de grootste tuinbouwtentoonstelling ter wereld.
De tentoonstelling werd officieel geopend door koningin Beatrix. Door het park werd een monorail en een tijdelijke tramlijn aangelegd.
Het Floriadeterrein vormde tevens het decor voor een internationale beeldententoonstelling, 'Allocaties', waaraan onder meer Rob Scholte deelnam met een beeld genaamd De Kolossus van Zoetermeer. Het langzaam roterende, begroeide hoofd is in 1995 verloren gegaan door vandalisme.
Het terrein vormde de basis voor de woonwijk Rokkeveen-West. Een deel van het Floriadeterrein is behouden in de vorm van het Floriadepark.
De woning voor de aardworm Aart (Aart's Paradijs) kocht de gemeente Emmen in ca. 1996 en plaatste het in het Veenpark in Barger-Compascuum. Hier was van 2001 tot 2024 het Harmonium Museum Nederland gevestigd.